# 应山街道
应山街道，是中华人民共和国湖北省随州市广水市下辖的一个乡镇级行政单位。

## 行政区划
应山街道下辖以下地区：
胜利街社区、东关社区、许家井社区、曹塘角社区、双桥社区、南关社区、北关社区、北正街社区、理学街社区、三里河社区、前河社区、红石坡社区、三里塘社区、八一村、九龙河村和黑虎冲村。